# Aeroportul Internațional Lehigh Valley
Aeroportul Internațional Lehigh Valley (IATA: ABE, ICAO: KABE, FAA LID: ABE) este un aeroport din Hanover Township⁠(d), Comitatul Lehigh, Pennsylvania, Pennsylvania, Statele Unite ale Americii ce deservește zona Lehigh Valley⁠(d). Aeroportul a fost tranzitat în 2019 de 868.014 pasageri. A fost numit după zona deservită.
Situat la o altitudine de 116 m, aeroportul dispune de 2 piste.

## Infrastructură

### Piste
Aeroportul dispune de 2 piste. Pista 06/24 are suprafața de asfalt și dimensiunile 7.599 picioare × 150 picioare. Pista 13/31 are suprafața de asfalt și dimensiunile 5.800 picioare × 150 picioare. 